# Daufuskie Island
Daufuskie Island es un residencial ubicado en el condado de Beaufort en el estado estadounidense de Carolina del Sur. 
Daufuskie Island tiene una población de tiempo completo de alrededor de 250 habitantes. Hay dos estaciones de esquí, una comunidad residencial privada, y una gran extensión de tierras no desarrolladas identificados como propiedad residencial.

## Geografía
Daufuskie Island se encuentra ubicado en las coordenadas 32°10′44″N 80°44′35″O / 32.17889, -80.74306. Según la Oficina del Censo, el pueblo tiene un área total de 4,43 km² (1,7 mi²), de la cual 21 km² (8,1 mi²) es tierra y 8 km² (3,1 mi²) es agua.